# 釜石市警察
釜石市警察（かまいししけいさつ）は、かつて存在した岩手県釜石市の自治体警察である。

## 概要
旧警察法によって、従来の岩手県警察部が解体され、1948年（昭和23年）3月7日に釜石市警察署が設置された。
1954年（昭和29年）に、それまでの旧警察法を全面改正する形で新警察法が公布された。これにより国家地方警察と自治体警察が廃止され、新たに都道府県警察として岩手県警察本部が発足。そして、釜石市警察も岩手県警察に統合され、姿を消した。